# Guillaume Pracht
Guillaume Pracht est un écrivain français spécialisé dans les livres-jeux. Il écrit sous le pseudonyme de Cetrix.

## Sources et références
1. ↑  « Cetrix (auteur de Les magiciens du fer, tome 1) - Babelio », sur www.babelio.com (consulté le 31 juillet 2018)